# اچ‌ام‌اس لینت (۱۸۱۳)
اچ‌ام‌اس لینت (۱۸۱۳) (به انگلیسی: HMS Linnet (1813)) یک کشتی است که طول آن ۸۲ فوت ۶ اینچ (۲۵٫۱ متر) می‌باشد. این کشتی در سال ۱۸۱۳ ساخته شد.